# Neobnovljivi izvori energije
Neobnovljivi izvori energije su izvori energije koji se ne mogu regenerirati niti ponovno proizvesti. To su: ugljen, nafta, prirodni plin i nuklearna energija. 

## Fosilna goriva
Ugljen, nafta i prirodni plin nazivaju se fosilna goriva. Samo ime fosilna goriva govori o njihovom nastanku. Prije mnogo milijuna godina ostaci biljaka i životinja počeli su se taložiti na dno oceana ili na tlo. S vremenom je te ostatke prekrio sloj blata, mulja i pijeska. U tim uvjetima razvijale su se ogromne temperature i veliki pritisci, a to su idealni uvjeti za pretvorbu ostataka biljaka i životinja u fosilna goriva. Glavni izvor energije fosilnih goriva je ugljik, pa njihovim sagorijevanjem u atmosferu odlazi puno ugljikovog dioksida. To je glavni problem iskorištavanja fosilnih goriva gledano s ekološkog aspekta.

### Ugljen
Ugljen je nastao od davnih biljaka prije 300 milijuna godina. Goleme biljke su se taložile u močvarama i milijunima godina preko tih ostataka se taložilo blato koje je stvaralo veliku toplinu i pritisak. Danas se ugljen većinom nalazi ispod sloja stijena i blata, a da bi se došlo do njega probijaju se rudnici. Od svih fosilnih goriva ugljena ima najviše, a ima i najdužu povijest upotrebe. Već u 2. i 3. st. stari Rimljani u Engleskoj su koristili ugljen. Godine 1880. ugljen je prvi put upotrebljen za proizvodnju električne energije.

### Nafta
Nafta je tamna tekućina koja se najčešće nalazi ispod površine Zemlje ili morskog dna. Nafta se najviše koristi za pokretanje vozila (obično u obliku benzina i drugih derivata) te za dobivanje električne energije u termoelektranama. Također je značajna sirovina za mnoge proizvode (plastika, umjetno gorivo, razni razrjeđivači i ostale kemikalije). Industrija koja se bavi preradom nafte se naziva petrokemijska industrija. 

### Prirodni plin
Zemni ili prirodni plin je fosilno gorivo koje se najvećim dijelom (85% do 95%) sastoji od metana (CH4), koji je najjednostavniji ugljikovodik bez mirisa i okusa. Zapaljiv je i eksplozivan. Kao fosilno gorivo, prirodni plin ima ograničene zalihe. Procjene su da bi zalihe prirodnog plina, uz današnju razinu iskorištavanja, mogle potrajati još oko sto godina.  Plin se upotrebljava u kućanstvu, koristi se kao sredstvo za grijanje, u industriji itd.

## Nuklearna energija
Nuklearna ili atomska energija je naziv za energiju koja se oslobađa pri procesima transmutacije atomskih jezgara. U užem smislu pod nuklearnom energijom se smatra primjena kontroliranih nuklearnih reakcija u svrhu pokretanja različitih uređaja. To se najčešće događa u nuklearnim elektranama. Nuklearna energija danas proizvodi 17 % električne energije u svijetu, odnosno 7 % globalne energije. Počela se komercijalno primjenjivati od 1950-ih godina.